# Гуадалканал (провинция)
Гуадалкана́л (англ. Guadalcanal) — одна из провинций (единица административно-территориального деления) Соломоновых Островов. Включает в себя остров Гуадалканал без Столичной территории — города Хониара. Тем не менее, Хониара является административным центром провинции. Площадь — 5336 км², население 93 613 человек (2009). Высшая точка не только провинции, но также всей страны и всех островов Тихого океана, входящих в часть света Океания, без учёта Папуа — Новой Гвинеи и Новой Зеландии — гора Попоманасеу.